# Jocs Asiàtics de 1994
Els Jocs Asiàtics de 1994 es van celebrar del 2 d'octubre al 16 d'octubre de 1994 a Hiroshima, Japó.
En aquesta edició retornà a la competició Cambotja, després de vint anys d'absència i a causa d'una guerra civil. D'altra banda s'afegiren cinc nous països de l'Àsia central membres de l'antiga Unió Soviètica: el Kazakhstan, el Kirguizstan, el Tadjikistan, el Turkmenistan i l'Uzbekistan. Fou la primera edició que no se celebrà a una capital d'estat. A causa de la Guerra del Golf, Iraq fou suspès i no prengué part en la competició.
Debutaren en aquesta edició els esports del beisbol, el karate i el pentatló modern.
Les mascotes oficials de la competició foren dos coloms, Poppo i Cuccu, mascle i femella respectivament, que representaven la pau i l'harmonia, el tema principal d'aquesta edició dels jocs. Aquest fet quedava emfatitzat pel fet que la seu havia estat objectiu de la primera bomba atòmica l'any 1945.

## Esports
| - Tir amb arc - Atletisme - Bàdminton - Beisbol - Basquetbol - Bitlles - Boxa - Piragüisme - Ciclisme - Salts | - Hípica - Esgrima - Futbol - Golf - Gimnàstica - Handbol - Hoquei sobre herba - Judo - Kabaddi - Karate | - Pentatló Modern - Rem - Vela - Sepak Takraw - Tir olímpic - Softbol - Natació - Tennis de taula - Taekwondo - Tennis | - Voleibol - Halterofília - Lluita |

## Comitès Participants
Comitès Olímpics Nacionals (CONs) anomenats segons la seva designació oficial del COI el 1994.
| - Afghanistan - Bangladesh - Bhutan - Bahrain - Brunei - Cambodja - R.P. de la Xina - Hong Kong - Indonèsia - Índia - Iran - Jordània - Japó - Kazakhstan | - Kirguizstan - Corea del Sud - Kuwait - Laos - Líban - Macau - Malàisia - Maldives - Mongòlia - Myanmar - Nepal - Oman - Pakistan - Filipines | - Palestina - Qatar - Aràbia Saudita - Singapur - Sri Lanka - Síria - Tailàndia - Tadjikistan - Turkmenistan - Xina Taipei - Emirats Àrabs Units - Uzbekistan - Vietnam - Iemen |

## Medaller
| Posició | País                | Or  | Argent | Bronze | Total |
| 1       | R.P. de la Xina     | 125 | 83     | 58     | 266   |
| 2       | Japó                | 64  | 75     | 79     | 218   |
| 3       | Corea del Sud       | 63  | 56     | 64     | 183   |
| 4       | Kazakhstan          | 25  | 26     | 26     | 77    |
| 5       | Uzbekistan          | 10  | 11     | 19     | 40    |
| 6       | Iran                | 9   | 9      | 8      | 26    |
| 7       | Xina Taipei         | 7   | 12     | 24     | 43    |
| 8       | Índia               | 4   | 3      | 15     | 22    |
| 9       | Malàisia            | 4   | 2      | 13     | 19    |
| 10      | Qatar               | 4   | 1      | 15     | 20    |
| 11      | Indonèsia           | 3   | 12     | 11     | 26    |
| 12      | Tailàndia           | 3   | 9      | 13     | 25    |
| 13      | Síria               | 3   | 3      | 1      | 7     |
| 14      | Filipines           | 3   | 2      | 8      | 13    |
| 15      | Kuwait              | 3   | 1      | 5      | 9     |
| 16      | Aràbia Saudita      | 1   | 3      | 5      | 9     |
| 17      | Turkmenistan        | 1   | 3      | 3      | 7     |
| 18      | Mongòlia            | 1   | 2      | 6      | 9     |
| 19      | Singapur            | 1   | 1      | 5      | 7     |
| 20      | Vietnam             | 1   | 2      | 0      | 3     |
| 21      | Hong Kong           | 0   | 5      | 7      | 12    |
| 22      | Pakistan            | 0   | 4      | 6      | 10    |
| 23      | Kirguizstan         | 0   | 4      | 5      | 9     |
| 24      | Jordània            | 0   | 2      | 2      | 4     |
| 25      | Emirats Àrabs Units | 0   | 1      | 3      | 4     |
| 26      | Macau               | 0   | 1      | 1      | 2     |
| 27      | Sri Lanka           | 0   | 1      | 1      | 2     |
| 28      | Bangladesh          | 0   | 1      | 0      | 1     |
| 29      | Brunei              | 0   | 0      | 2      | 2     |
| 30      | Myanmar             | 0   | 0      | 2      | 2     |
| 31      | Nepal               | 0   | 0      | 2      | 2     |
| 32      | Tadjikistan         | 0   | 0      | 2      | 2     |
| Total   | Total               | 335 | 335    | 411    | 1081  |